# 陸錦
陸 錦（りく きん）は、清末民初の軍人。北洋系、直隷派に属した。字は繍山。

## 事績
北洋武備学堂を卒業後、1899年（光緒25年）に日本へ留学する。陸軍士官学校第1期砲兵科を卒業した。1903年（光緒29年）に帰国し、北洋測絵学堂で教官に任じられる。後に段祺瑞・馮国璋の錬兵教育事務を補佐した。北洋参謀処総弁に昇格後、1909年（宣統元年）、山東・直隷軍事参議官に転じる。
1912年（民国元年）、直隷都督署軍事参議官となる。翌年、同署参謀長に昇格した。10月、天津鎮守使となる。1914年（民国3年）7月、北京政府将軍府参軍兼軍務庁庁長に異動した。1917年（民国6年）7月の張勲復辟では張勲を支持し、愛新覚羅溥儀から陸軍部左丞に任命されている。張勲失脚後も、そのまま政府にとどまり、参謀本部次長に任命された。
1919年（民国8年）12月、敏威将軍の位を授与された。翌年9月、陸軍第9師師長となる。1922年（民国11年）11月、直魯豫三省巡閲使署参謀長を兼ねた。1924年（民国13年）1月、大総統曹錕の下で陸軍総長に任命される。同年9月、第2次奉直戦争で直隷派が敗北するとともに、下野した。1926年（民国15年）5月、臨時執政段祺瑞の再度の失脚に伴い一時復帰したが、張作霖により直ちに罷免される。以後は天津に寓居した。
1939年（民国28年）1月30日、呉佩孚が内外記者会見を開いて「和平救国宣言」を発表し、陸錦も和平救国会連盟の構成員として同宣言に連署していると報道された。ただし、陸が連署に至るまでの経緯や活動の具体性については不詳である。そもそも、この内外記者会見自体が、張燕卿による実態を伴わない宣伝であった可能性すら指摘されている。
中華民国臨時政府や汪兆銘政権下の華北政務委員会に対し、陸錦がどのような姿勢だったかは不明。少なくとも行政官職には就いておらず、親日政権側からの勧誘の有無すら判然としない。
1946年（民国35年）、天津で病没。享年68。

## 注
1. ↑  徐友春主編『民国人物大辞典 増訂版』1345頁による。Who's Who in China 3rd ed.,p.567は1880年とする。
2. ↑  「和平救国会宣言を発表 呉氏運動の動向決定 愈々近く開封に出陣」『東京朝日新聞』昭和14年（1939年）1月31日、2面。
3. ↑  詳細は呉佩孚や張燕卿の記事を参照。